# Nazionale maschile under 19 di calcio della Francia
La nazionale di calcio della Francia Under-19 è la rappresentativa calcistica Under-19 nazionale della Francia ed è posta sotto l'egida della Federazione calcistica francese. Nella gerarchia delle nazionali giovanili francesi è posta prima della nazionale Under-18 ed è costituita dalla selezione dei migliori giocatori francesi di età minore dei 19 anni.

## Storia

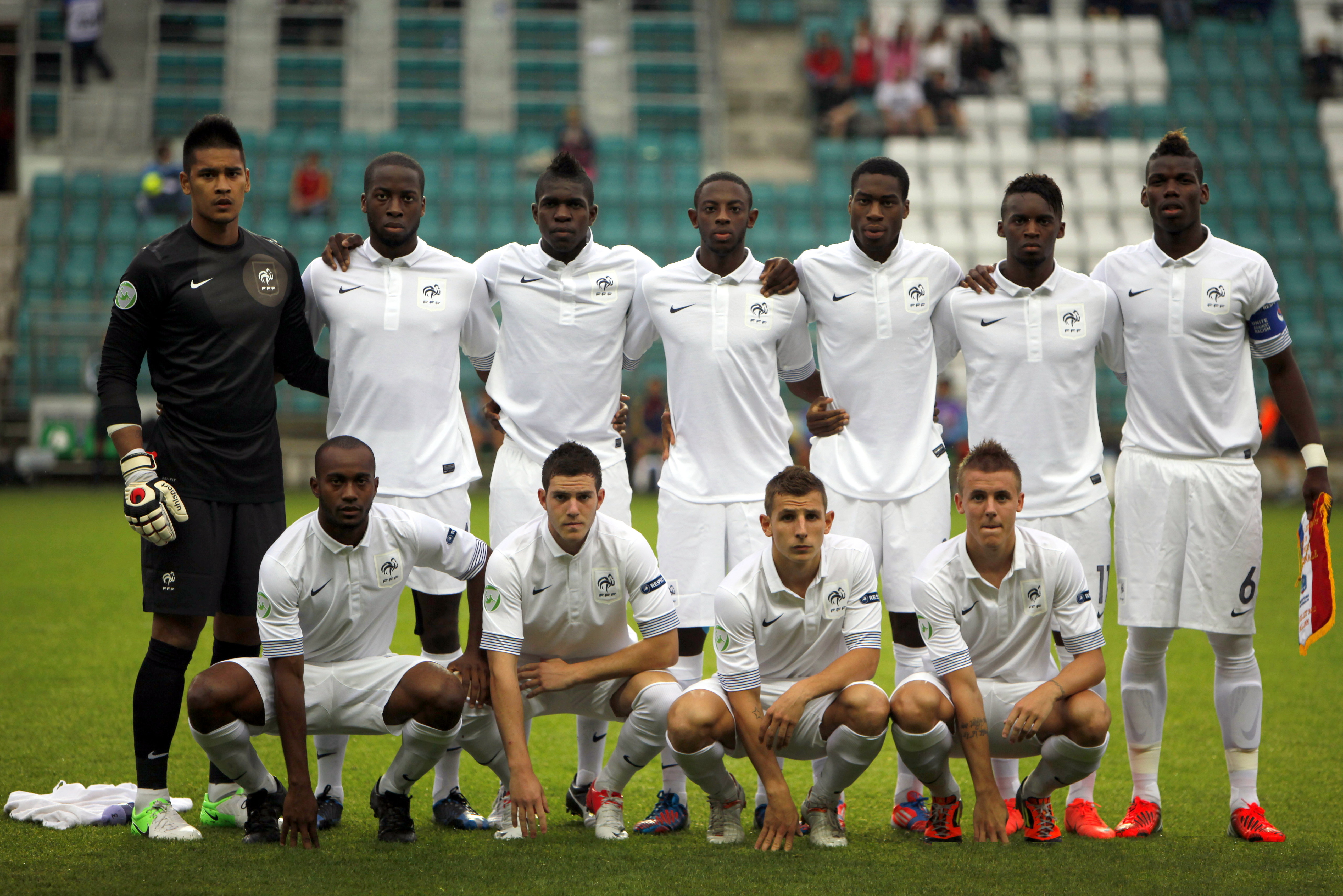
La Francia U-19 del 2012, semifinalista agli europei di categoria.

Questa Nazionale ha vinto 3 Campionati europei Under-19, ha raggiunto 2 volte la seconda posizione e 6 la terza, qualificandosi terza nel medagliere di questa competizione, dietro a Inghilterra e Spagna.
Nel 2005, anno in cui ha vinto l'Europeo Under-19 battendo l'Inghilterra per 3-1 in finale, l'attaccante Abdoulaye Baldé ha ricevuto il premio Golden Player, ma solo 3 giocatori dei 21 di questa squadra, il portiere Hugo Lloris e i centrocampisti Abou Diaby e Yoann Gourcuff, hanno giocato nella Nazionale maggiore.

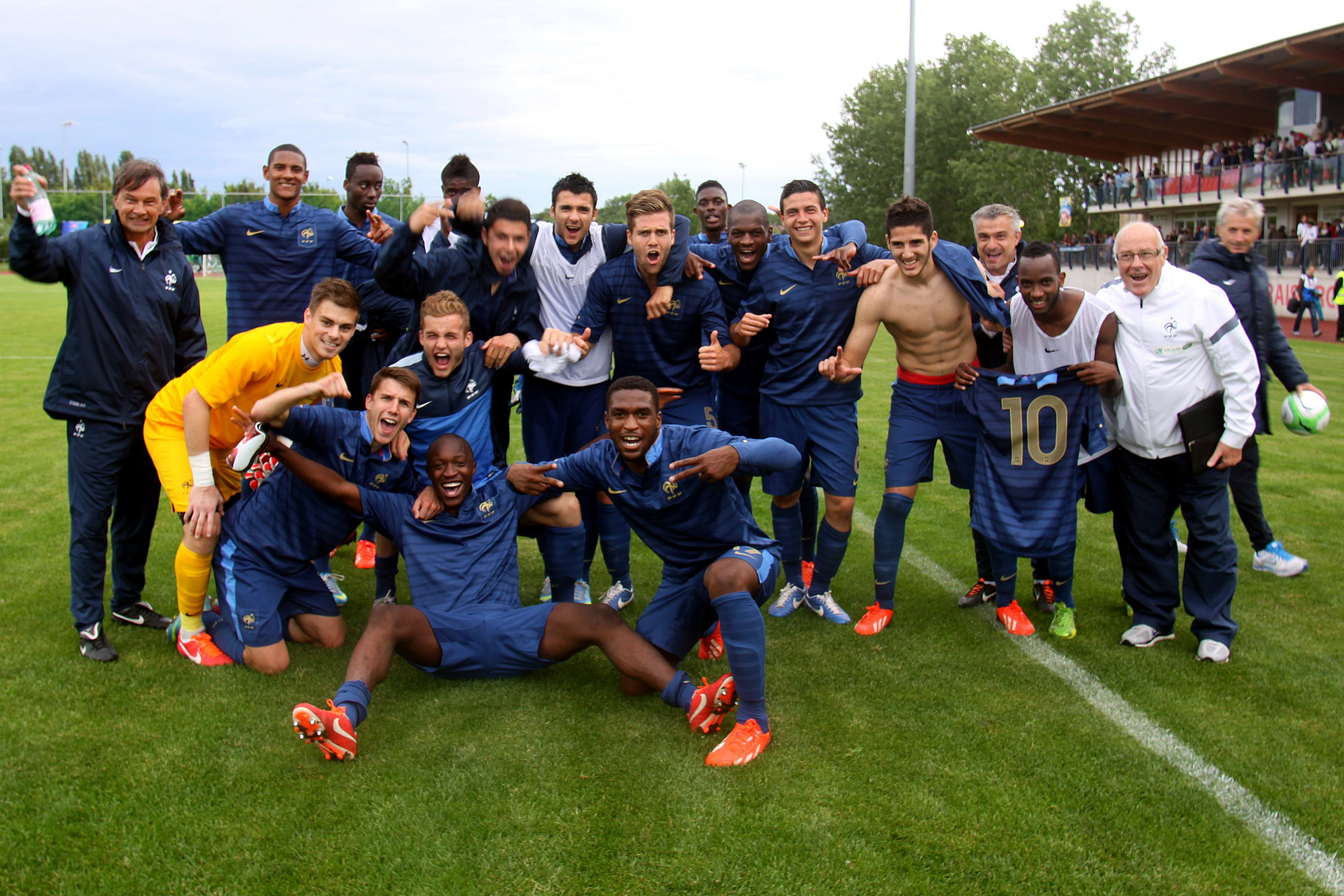
La Francia U-19 del 2013

Nel 2010 il team, giocando in casa, si è riconfermato campione europeo U-19, battendo la Spagna per 2-1 a Caen e Gaël Kakuta è stato nominato Golden Player del torneo.
Nell'Europeo Under-19 del 2012 la Francia, battuta per 2-0 l'Estonia ai quarti di finale, raggiunge la semifinale contro la Spagna, ma viene sconfitta ai tiri di rigore per 4-2, dopo aver conclusi i tempi supplementari sul 3-3, grazie alla doppietta di Samuel Umtiti e al gol di Paul Pogba.
Attualmente è allenata dal commissario tecnico Jean-Luc Vannuchi

## Partecipazioni al Campionato europeo di calcio Under-19
- 2002: Turno di qualificazione
- 2003:  Fase a gironi
- 2004: Turno di qualificazione
- 2005: Campione
- 2006: Fase Elite
- 2007: Semifinale
- 2008: Fase Elite
- 2009: Semifinale
- 2010: Campione
- 2011: Fase Elite
- 2012: Semifinale
- 2013: Secondo posto
- 2014: Turno di qualificazione
- 2015: Semifinale
- 2016: Campione
- 2017: Fase Elite
- 2018: Semifinale
- 2019: Semifinale
- 2022: Semifinale
- 2023: Fase Elite
- 2024: Secondo posto

## Lista dei commissari tecnici
- 2001-2002: François Blaquart
- 2003-2004: Luc Rabat
- 2004-2005: Jean Gallice
- 2005-2007: Philippe Bergerôo
- 2007-2008: Luc Rabat
- 2009-2010: Francis Smerecki
- 2010-2011: Philippe Bergerôo
- 2011-2012: Pierre Mankowski
- 2012-2014: Francis Smerecki
- 2014-2015: Patrick Gonfalone
- 2015-2016: Ludovic Batelli
- 2016-2017: Jean-Claude Giuntini
- 2017-2019: Bernard Diomède
- 2019-  Jean-Luc Vannuchi

## Palmarès
- Campionato europeo Under-19: 3

2005, 2010, 2016